# Naarda postpallida
Naarda postpallida är en fjärilsart som beskrevs av Joannis 1929. Naarda postpallida ingår i släktet Naarda och familjen nattflyn. Inga underarter finns listade i Catalogue of Life.